# Trichocline
Trichocline là một chi thực vật có hoa trong họ Cúc (Asteraceae).

## Loài
Chi Trichocline gồm các loài: